# Yabachō (métro de Nagoya)
Yabachō (矢場町駅, Yabachō-eki) est une station du métro de Nagoya sur la ligne Meijō dans l'arrondissement de Naka à Nagoya.

## Situation sur le réseau
La station Yabachō est située au point kilométrique (PK) 2,3 de la ligne Meijō.

## Histoire
La station a été inaugurée le 30 mars 1967.

## Services aux voyageurs

### Accès et accueil
La station est ouverte tous les jours.

### Desserte

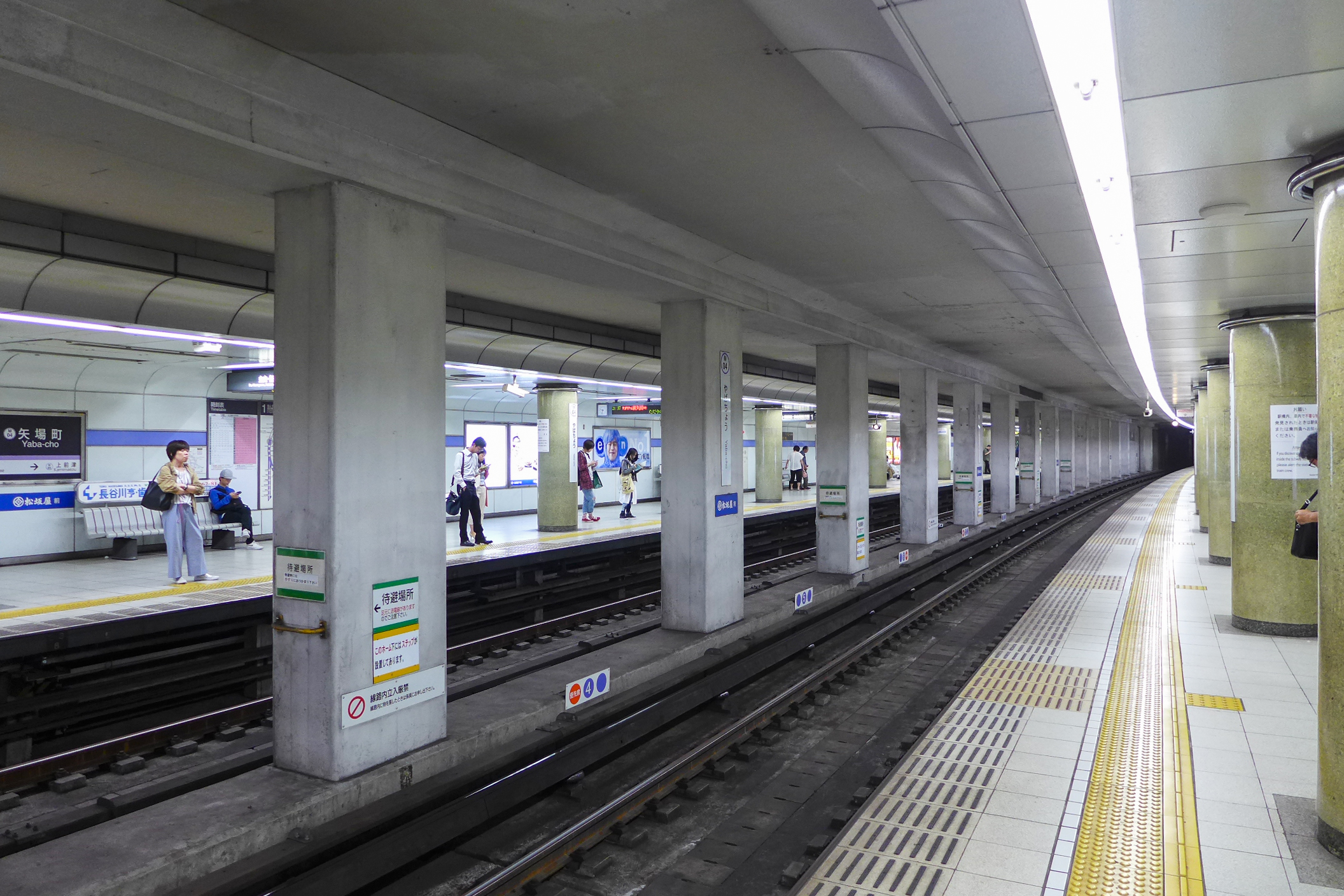
Vue des quais

- Ligne Meijō :
  - voie 1 : direction Aratama-bashi
  - voie 2 : direction Ōzone